# 空小経
『空小経』（くうしょうきょう、巴: Cūḷasuññata-sutta, チューラスンニャタ・スッタ）とは、パーリ仏典経蔵中部に収録されている第121経。『小空経』（しょうくうきょう）、『小空性経』（しょうくうしょうきょう）とも。
類似の伝統漢訳経典としては、『中阿含経』（大正蔵26）の第190経「小空経」がある。
釈迦が、アーナンダに、空の境地について説く。

## 構成

### 登場人物
- 釈迦
- アーナンダ

### 場面設定
ある時、釈迦はサーヴァッティー（舎衛城）のミガーラマーター講堂に滞在していた。
そこにアーナンダが訪れ、釈迦に空の境地について問う。
釈迦は、あるものへと心を傾け合一させていくと、他の観念が消えていき空っぽになる性質を説明していく。
アーナンダは歓喜する。

## 日本語訳
- 『南伝大蔵経・経蔵・中部経典4』（第11巻下） 大蔵出版
- 『パーリ仏典 中部（マッジマニカーヤ）後分五十経篇I』 片山一良訳 大蔵出版
- 『原始仏典 中部経典4』（第7巻） 中村元監修 春秋社